# Makoto Ashikawa
Makoto Ashikawa (jap. 芦川 誠 Ashikawa Makoto; ur. 19 kwietnia 1960 w prefekturze Osaka) właśc. Makoto Enotani (jap. 榎谷 誠 Enotani Makoto)  – japoński aktor. Znany przede wszystkim z ról w filmach Takeshiego Kitano. Należy do firmy Office Kitano.